# Jason Flemyng
Jason Flemyng (Putney, 25 settembre 1966) è un attore britannico.

## Biografia
Nato a Putney, distretto a sud-ovest di Londra, è figlio del regista Gordon Flemyng. I primi approcci con la recitazione li ha avuti durante gli studi, interpretando lo Spaventapasseri in una versione teatrale de Il mago di Oz. Nel corso degli anni, si è diviso tra le sue due passioni, il teatro e la politica. Nel 1990 entra nella London Academy of Music and Dramatic Art ed in seguito alla Royal Shakespeare Company, politicamente è stato membro dell'organizzazione Young Socialists ed è stato militante del Partito Laburista. Dopo aver lavorato in varie produzioni televisive britanniche, nel 1992 inizia a lavorare oltre oceano come guest star in due episodi della serie TV Le avventure del giovane Indiana Jones, nel 1994 partecipa al film Mowgli - Il libro della giungla, mentre nel 1996 recita nel film di Bernardo Bertolucci Io ballo da sola.
Dopo aver partecipato al film di scarso successo Spice Girls - Il film, inizia una collaborazione con il regista Guy Ritchie, partecipando ai suoi film Lock & Stock - Pazzi scatenati e Snatch - Lo strappo. Nel 2000 lavora per George A. Romero con protagonista in Bruiser - La vendetta non ha volto, l'anno seguente recita al fianco di Antonio Banderas in The Body e a Johnny Depp in La vera storia di Jack lo squartatore - From Hell. Nel 2003 interpreta il doppio ruolo del Dr. Jekyll e Mr. Hyde ne La leggenda degli uomini straordinari. Negli anni seguenti la sua carriera spazia in generi cinematografici differenti, dal drammatico The Pusher, passando per il film d'azione Transporter: Extreme, fino al fantasy Stardust. Nel 2008 appare nel film di David Fincher Il curioso caso di Benjamin Button. Dall'anno 2009 ha lavorato nella serie televisiva britannica della BBC, Primeval, nel ruolo di Danny Quinn. Nonostante la lunga carriera gli unici film che lo vedono protagonista sono The Bunker e Vij con la regia di Oleg Stepchenko. Nel 2019 partecipa al film La sfida delle mogli.

### Vita privata
È sposato dal 2008 con Elly Fairman.

## Filmografia

### Attore

#### Cinema
- Mowgli - Il libro della giungla (The Jungle Book), regia di Stephen Sommers (1994)
- Rob Roy, regia di Michael Caton-Jones (1995)
- Io ballo da sola (Stealing Beauty), regia di Bernardo Bertolucci (1996)
- Una casa per Oliver (Hollow Reed), regia di Angela Pope (1996)
- Indian Summer o  Alive & Kicking, regia di Nancy Meckler (1996)
- Spice Girls - Il film (Spice World), regia di Bob Spiers (1997)
- The James Gang, regia di Mike Barker (1997)
- The Life of Stuff, regia di Simon Donald (1997)
- Deep Rising - Presenze dal profondo (Deep Rising), regia di Stephen Sommers (1998)
- Lock & Stock - Pazzi scatenati (Lock, Stock and Two Smoking Barrels), regia di Guy Ritchie (1998)
- Il violino rosso (Le violon rouge), regia di François Girard (1998)
- Tube Tales, regia di Gaby Dellal e Stephen Hopkins (1999)
- Bruiser - La vendetta non ha volto (Bruiser), regia di George A. Romero (2000)
- Snatch - Lo strappo (Snatch), regia di Guy Ritchie (2000)
- The Body, regia di Jonas McCord (2001)
- Rock Star, regia di Stephen Herek (2001)
- La vera storia di Jack lo squartatore - From Hell (From Hell), regia di Allen Hughes e Albert Hughes (2001)
- The Bunker, regia di Rob Green (2001)
- Mean Machine, regia di Barry Skolnick (2001)
- Below, regia di David Twohy (2002)
- La leggenda degli uomini straordinari (The League of Extraordinary Gentlemen), regia di Stephen Norrington (2003)
- Aaltra, regia di Benoît Delépine e Gustave Kervern (2004)
- Lighthouse Hill, regia di David Fairman (2004)
- Drum, regia di Zola Maseko (2004)
- The Pusher (Layer Cake), regia di Matthew Vaughn (2004)
- Il figlio di Chucky (Seed of Chucky), regia di Don Mancini (2005)
- Transporter: Extreme (Transporter 2), regia di Louis Leterrier e Corey Yuen (2005)
- A Woman in Winter, regia di Richard Jobson (2006)
- Rollin', regia di Julian Gilbey (2006)
- Plutonio 239 - Pericolo invisibile (Pu-239), regia di Scott Z. Burns (2006)
- Backwaters, regia di Jag Mundhra (2006)
- Bobby Z - Il signore della droga (The Death and Life of Bobby Z), regia di John Herzfeld (2007)
- Stardust, regia di Matthew Vaughn (2007)
- The Riddle, regia di Brendan Foley (2007)
- Telling Lies, regia di Antara Bhardwaj (2008)
- Riflessi di paura (Mirrors), regia di Alexandre Aja (2008)
- Il curioso caso di Benjamin Button (The Curious Case of Benjamin Button), regia di David Fincher (2008)
- Shifty, regia di Eran Creevy (2008)
- Solomon Kane, regia di M. J. Bassett (2009)
- City of Life, regia di Ali F. Mostafa (2009)
- Made in Romania, regia di Guy J. Louthan (2010)
- Scontro tra titani (Clash of the Titans), regia di Louis Leterrier (2010)
- Kick-Ass, regia di Matthew Vaughn (2010)
- Dead Cert, regia di Steven Lawson (2010)
- Ironclad, regia di Jonathan English (2011)
- Hanna, regia di Joe Wright (2011)
- Jack Falls, regia di Alexander Williams e Paul Tanter (2011)
- X-Men - L'inizio (X-Men: First Class), regia di Matthew Vaughn (2011)
- Wild Bill, regia di Dexter Fletcher (2011)
- Lost Christmas, regia di John Hay (2011)
- Grandi speranze (Great Expectations), regia di Mike Newell (2012)
- Hamilton: I nationens intresse, regia di Kathrine Windfeld (2012)
- Welcome to the Punch - Nemici di sangue (Welcome to the Punch), regia di Eran Creevy (2013)
- A prova di matrimonio (I Give It a Year), regia di Dan Mazer (2013)
- Sunshine on Leith, regia di Dexter Fletcher (2013)
- The Journey, regia di Lance Nielsen (2014)
- Top Dog, regia di Martin Kemp (2014)
- Stonehearst Asylum, regia di Brad Anderson (2014)
- Gemma Bovery, regia di Anne Fontaine (2014)
- Vij (Вий, Viy), regia di Oleg Stepčenko (2014)
- Meet Pursuit Delange: The Movie, regia di Howard Webster (2015)
- Minutes Past Midnight, regia di Robert Boocheck e Lee Cronin (2016)
- The Black Prince, regia di Kavi Raz (2017)
- Access All Areas, regia di Bryn Higgins (2017)
- Revolt, regia di Joe Miale (2017)
- Trick or Treat, regia di Edward Boase (2017)
- Walk Like a Panther, regia di Dan Cadan (2018)
- La sfida delle mogli (Military Wives), regia di Peter Cattaneo (2019)
- Iron Mask - La leggenda del dragone (Тайна печати дракона), regia di Oleg Stepchenko (2019)
- Boiling Point - Il disastro è servito (Boiling Point), regia di Philip Barantini (2021)
- Secret Team 355 (The 355), regia di Simon Kinberg (2022)
- A Working Man, regia di David Ayer (2025)

#### Televisione
- Rich Tea and Sympathy – serie TV, 6 episodi (1991)
- Screen One - serie TV, episodio 3x08 (1991)
- The Good Guys - serie TV, episodio 2x08 (1992)
- Le avventure del giovane Indiana Jones (The Young Indiana Jones Chronicles) – serie TV, episodi 2x02 e 2x03 (1992)
- Witchcraft - miniserie TV, episodi 1x01 e 1x02 (1992)
- Lovejoy - serie TV, episodio 4x08 (1993)
- Les épées de diamants - film TV, regia di Denys de La Patellière (1993)
- Doctor Finlay – serie TV, 12 episodi (1993-1994)
- Ruth Rendell Mysteries - serie TV, episodio 10x01 (1997)
- The Hunger - serie TV, episodio 1x02 (1997)
- The Temptation of Franz Schubert - film TV, regia di Peter Webber (1997)
- Tess of the D'Urbervilles - film TV, regia di Ian Sharp (1997)
- Alice nel Paese delle Meraviglie (Alice in Wonderland) – film TV (1999)
- Chasseurs d'écume - miniserie TV, episodi 1x01 e 1x02 (1999)
- Love in the 21st Century - serie TV, episodio 1x06 (1999)
- Bye Bye Baby - film TV, regia di Edward Bennett (2001)
- The Fear - serie TV, episodio 1x10 (2001)
- Miss Marple (Agatha Christie's Marple) – serie TV, episodio 1x02 (2004)
- When I'm Sixty-Four - film TV, regia di Jon Jones (2004)
- Faith - film TV, regia di David Thacker (2005)
- The Quatermass Experiment - film TV, regia di Sam Miller (2005)
- The Man-Eating Leopard of Rudraprayag - film TV, regia di John Hay (2005)
- The Ghost Squad - serie TV, episodio 1x05 (2005)
- Losing Gemma - film TV, regia di Maurice Phillips (2006)
- Primeval – serie TV, 9 episodi (2009-2011)
- Black Mirror – serie TV, 1 episodio (2013)
- The Missing – serie TV, 8 episodi (2014)
- The Musketeers – serie TV, episodio 1x02 (2014)
- Alt - film TV, regia di Benjamin Caron (2014)
- The Last Kingdom – serie TV, episodio 1x02 (2015)
- SS-GB – serie TV, 4 episodi (2017)
- Jamestown - serie TV, 16 episodi (2017-2018)
- Save Me - serie TV, 6 episodi (2018-in corso)
- Love, Death & Robots – serie TV, episodio 3x02 (2019) - voce
- Pennyworth – serie TV, 17 episodi (2019-2021)
- Two Weeks to Live, regia di Al Campbell – miniserie TV, 4 puntate (2020)
- La costa del crimine (A Town Called Malice) – serie TV, 8 episodi (2023)
- Prime Target, regia di Brady Hood – miniserie TV (2025)

#### Cortometraggi
- Shuttle, regia di Thomas Guard (1998)
- Clueless, regia di Jonathan Karlsen (1998)
- Flipped, regia di Phil Traill (2001)
- The Road to Vengeance, regia di Craig Viveiros (2010)
- Welcome to Hoxford: The Fan Film, regia di Julien Mokrani (2011)
- The Blue Brothers, regia di Martin Kentish (2011)
- The Mirrors of the Sun, regia di T.J. Eschgfaller (2014)
- Girl Power, regia di Benjamin Bee (2014)
- The Mill at Calder's End, regia di Kevin McTurk (2015)
- Bricks, regia di Neville Pierce (2015)
- Sweet Maddie Stone, regia di Brady Hood (2016)
- Albert, regia di Miranda Howard-Williams (2016)
- Ghosted, regia di Neville Pierce (2016)

### Regista
- Eat Local - A cena con i vampiri (Eat Locals) (2017)

## Doppiatori italiani
Nelle versioni in italiano delle opere in cui ha recitato, Jason Flemyng è stato doppiato da:
- Christian Iansante ne La leggenda degli uomini straordinari, Primeval, Save Me, Two Weeks to Live
- Luca Ward in Alice nel Paese delle Meraviglie, Pennyworth, Secret Team 355
- Francesco Prando in Mowgli - Il libro della giungla, Miss Marple, Iron Mask - La leggenda del dragone
- Stefano Benassi in Lock & Stock - Pazzi scatenati, The Missing
- Simone Mori in Below, Solomon Kane
- Loris Loddi in Stardust, La costa del crimine
- Gerolamo Alchieri in Black Mirror, The Last Kingdom
- Andrea Ward in Spice Girls - Il film
- Vittorio De Angelis in Deep Rising - Presenze dal profondo
- Tonino Accolla in Il violino rosso
- Paolo Sesana in Bruiser - La vendetta non ha volto
- Vittorio Guerrieri in The Body
- Roberto Pedicini in Rock Star
- Massimo Lodolo in La vera storia di Jack lo squartatore - From Hell
- Stefano Mondini in The Bunker
- Saverio Indrio in Transporter: Extreme
- Luca Dal Fabbro in Bobby Z - Il signore della droga
- Michele Kalamera in Riflessi di paura
- Antonio Sanna ne Il curioso caso di Benjamin Button
- Pasquale Anselmo in Scontro tra titani
- Guido Di Naccio in Ironclad
- Massimo De Ambrosis in Hanna
- Carlo Scipioni in X-Men - L'inizio
- Riccardo Rossi in Grandi speranze
- Roberto Draghetti in A prova di matrimonio
- Leslie La Penna in Gemma Bovery
- Alberto Bognanni in Revolt
- Andrea Lavagnino in La sfida delle mogli
- Sergio Troiano in Boiling Point - Il disastro è servito
- Mario Cordova in A Working Man